# 한창기
한창기(韓彰璂, 1936년 11월 11일 (1936년 음력 9월 28일) - 1997년 2월 3일)는 대한민국의 기업인이자 출판언론인이다.
1954년 순천중학교를 졸업하고, 1957년 광주고를 마치고, 서울대 법대에 진학했다. 1961년 서울대학교 법과대학 행정학과를 졸업하고, 1968년 1월 브리태니커 백과사전의 한국지사인 한국브리태니커회사를 설립했다. 우리나라에서 처음으로 현대적인 세일즈 기법을 도입하고 마케팅을 시도한 것으로 알려져 있다.
1976년 3월, 한글 전용과 가로쓰기를 앞세운 월간지 뿌리깊은 나무를 창간했다. 한때 정기구독자가 6만 5000명에 달할만큼 최대 발행부수를 자랑했으나 1980년 8월 계급 의식과 사회 불안을 조성한다는 이유로 전두환 정권에 의해 폐간당했다. 1984년 다시 샘이깊은물을 창간했다. 잡지와 책을 통해 한글의 꼴과 쓰임을 다시 디자인했으며, 판소리 음반, 칠첩반상기 제작, 민중자서전 출판 등의 프로젝트를 통해 한국의 토박이 문화를 대중에게 소개했다.
평생을 독신으로 살았으며 1997년 간암으로 세상을 떠났다. 2007년 9월, 글을 모은 책 <뿌리깊은 나무의 생각>, <샘이깊은물의 생각>, <배움나무의 생각>이 출간되었으며, 2008년 2월에는 잡지 형식의 추모집 <특집! 한창기>가 출간되었다.
전남 순천 시립 '뿌리 깊은 나무 박물관'에 고인이 생전에 모은 다양한 유물을 전시하고 있다.(전라남도 순천시 낙안면 평촌3길 45)